# 주세페 사바디니
주세페 사바디니(이탈리아어: Giuseppe Sabadini dʒuˈzɛppe sabaˈdiːni[*], 1949년 3월 26일, 프리울리-베네치아 줄리아 주 사그라도 ~)는 이탈리아의 전 축구 선수이자 감독으로, 현역 시절 수비수로 활약했다.

## 클럽 경력
사바디니는 삼프도리아, 밀란, 카탄차로, 카타니아, 그리고 아스콜리 소속으로 세리에 A 무대에서 18년(393경기 출전, 17골 득점)을 활약했다.

## 국가대표팀 경력
국가대항전에서, 사바디니는 이탈리아 국가대표팀 경기에 4번 출전했고, 1974년 월드컵에 참가한 이탈리아의 본선 참가 선수단에 이름을 올렸지만 한 경기도 출전하지 못했다.

## 수상
밀란
- 코파 이탈리아: 1971–72, 1972–73, 1976–77
- 유러피언 컵위너스컵: 1972–73